# Alberto Carlos de Lima e Sousa Rego
Alberto Carlos de Lima e Sousa Rego ComC, também conhecido como Engenheiro Lima Rego, foi um engenheiro e ferroviário português.

## Biografia

### Carreira profissional
Entrou para a Companhia dos Caminhos de Ferro Portugueses no dia 4 de Janeiro de 1909, como praticante no Serviço de Movimento; cerca de um ano depois, já ocupava o posto de agente técnico, e, em 1912, foi promovido a subinspector dos Serviços Técnicos.
Passou, posteriormente, pelas funções de inspector principal e de engenheiro adido, tendo sido colocado, em 1 de Janeiro de 1919, como subchefe no Serviço da Fiscalização. Foi promovido, em 1 de Janeiro de 1925, a chefe de serviço adjunto, tendo assumido, três anos mais tarde, a posição de chefe do serviço; em 15 de Junho de 1929, passa a chefe do Serviço do Movimento. Em 1934, assume funções como chefe da Divisão de Exploração, tornando-se chefe da Divisão em 1 de Janeiro de 1943.
Passou à reforma, por seu pedido, no dia 1 de Janeiro de 1954; nessa altura, desempenhava a posição de chefe da Divisão de Exploração. Trabalhou, assim, durante cerca de 45 anos na Companhia. A sua despedida oficial foi realizada 3 dias depois, tendo sido homenageado pela Direcção Geral daquela empresa.

## Prémios e homenagens
Em 20 de Janeiro de 1949, foi distinguido com o grau de Comendador da Ordem Militar de Nosso Senhor Jesus Cristo. No dia 24 de Março do mesmo ano, foi um dos vários homenageados por um grupo de ferroviários, reunidos na Malveira, por ter sido condecorado pelo Estado Português.